# كاترين سبنسر
كاترين سبنسر (بالإنجليزية: Catherine Spencer)‏ هي لاعبة اتحاد الرغبي بريطانية، ولدت في 25 مايو 1979 في أشفورد في المملكة المتحدة.